# Styliani Christidou
Styliani „Liana“ Christidou (griechisch Στυλιανή „Λίανα“ Χρηστίδου, auch Stiliani Christidou; * 5. Januar 1987 in Athen) ist eine ehemalige griechische Athletin der Rhythmischen Sportgymnastik.

## Vita
Liana begann im Alter von 5 Jahren mit der Sportgymnastik.
Sie turnte für den Verein Ogira und war zwischen 1999 und 2004 im Nationalkader der Griechischen Auswahl. Ende 2001 wurde sie von den Juniorinnen in die Gruppenformation der A-Auswahl berufen. Ihren sportlichen Höhepunkt erlebte Liana bei den Weltmeisterschaften 2002, als sie mit der Gruppe einmal Gold sowie zweimal Bronze holte. Bei den Olympischen Spielen 2004 erturnte sie sich im Gruppenwettkampf den fünften Rang.

## Sportliche Erfolge
| Wettbewerb | Ort         | Formation | Mehrkampf | 5X     | 3X+2X  |
| ---------- | ----------- | --------- | --------- | ------ | ------ |
| WM 2002    | New Orleans | Gruppe    | Bronze    | Bronze | Gold   |
| EM 2003    | Riesa       | Gruppe    | Rang 5    | Rang 4 | Silber |
| WM 2003    | Budapest    | Gruppe    | Rang 8    | Rang 7 | Rang 6 |
| OS 2004    | Athen       | Gruppe    | Rang 5    | Rang 5 | Rang 5 |